# Universität Plowdiw

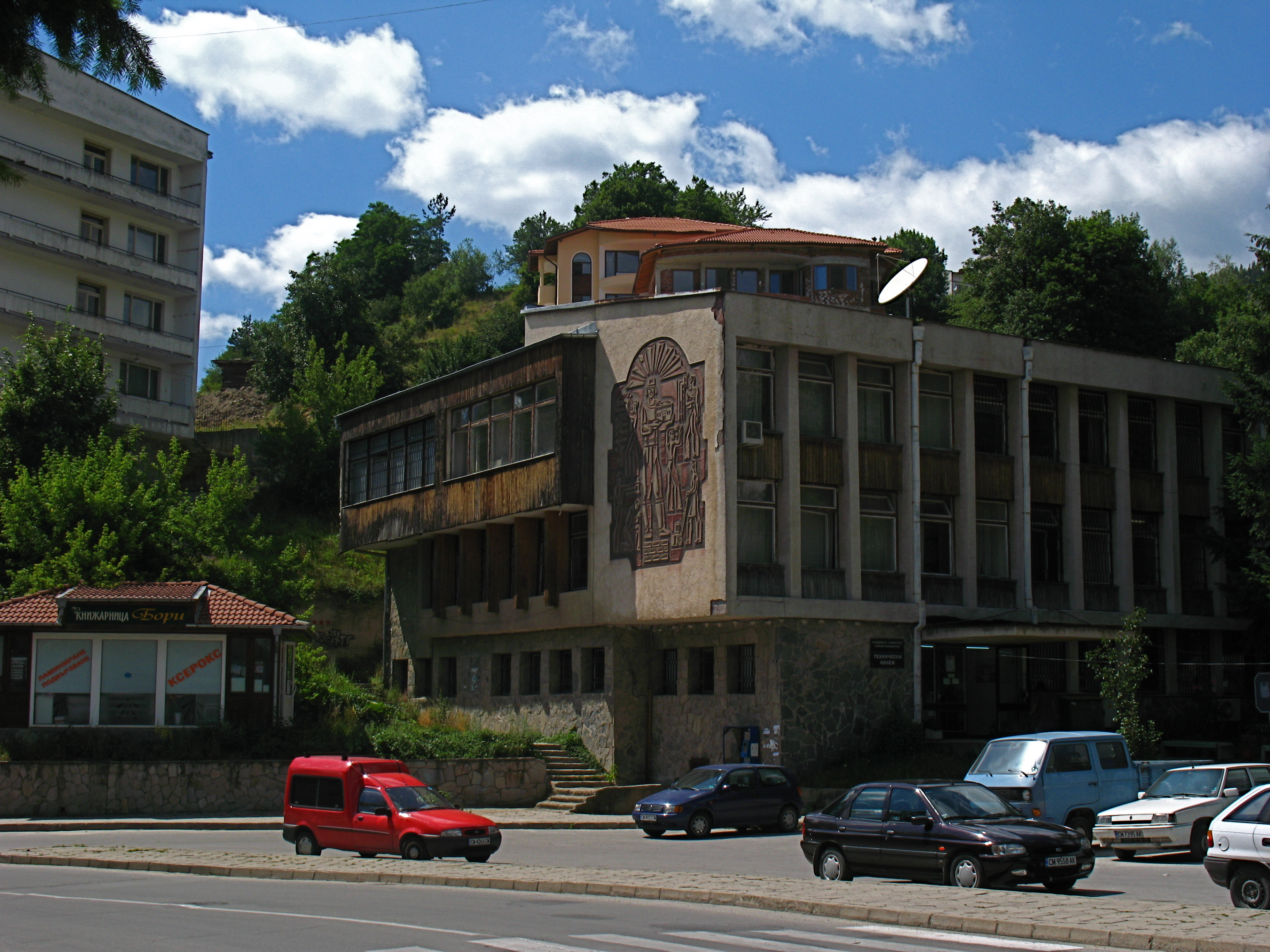
Tech.-Fak. (2008)

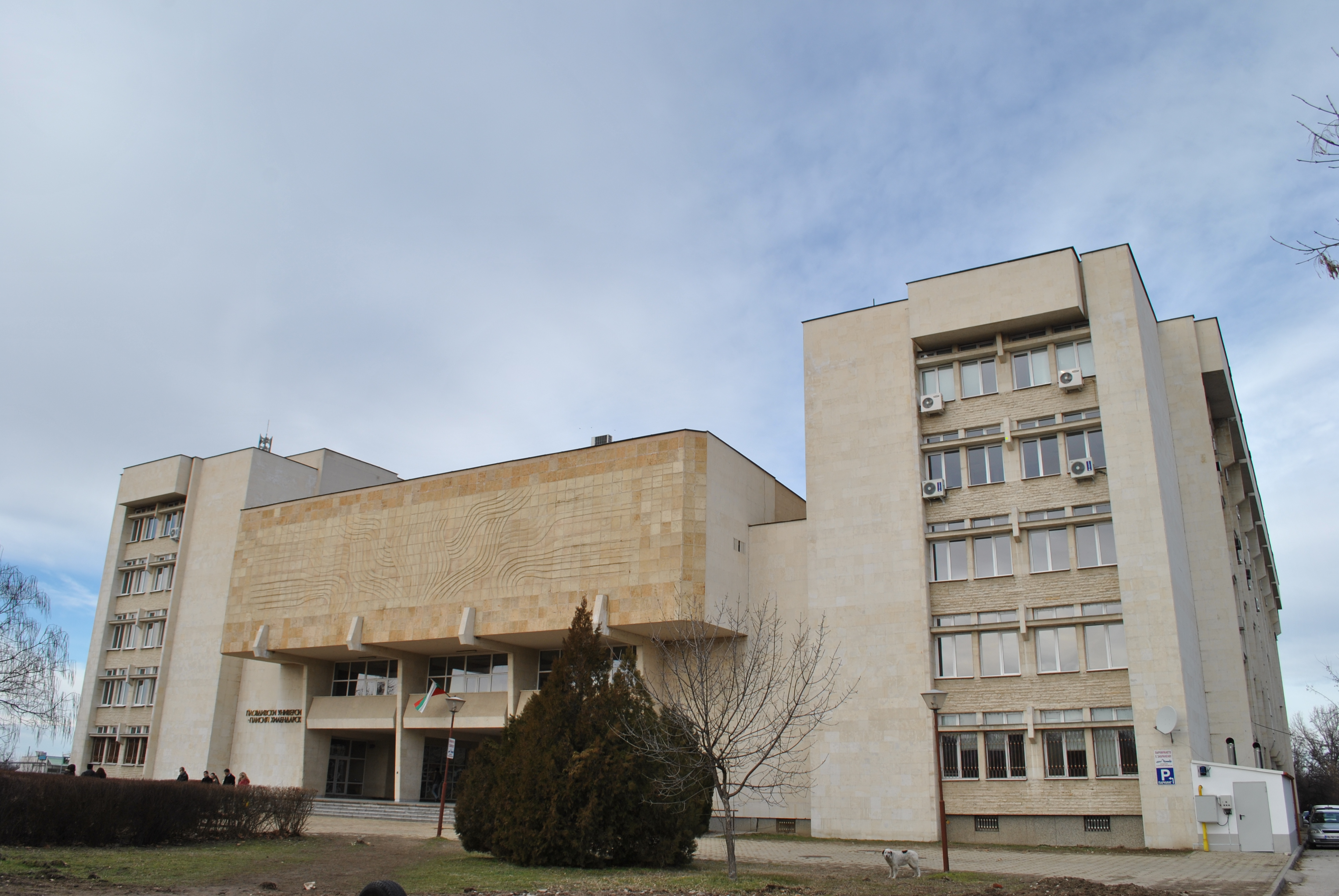
Math.-Fak. (2013)

Die Plowdiw-Universität „Paisii Hilendarski“ (bulgarisch Пловдивски университет „Паисий Хилендарски“, Plowdiwski uniwersitet „Paissij Chilendarski“) ist eine Hochschule in Bulgarien. Sie ist die zweitgrößte Hochschule Bulgariens nach der Universität Sofia und ist im Jahr 1961 gegründet. Zunächst wurde sie als Hochschule für Naturwissenschaften und Mathematik bezeichnet, ein Jahr später (1962) als eine Universität. 2018 werden über 60 Bildungsprogramme in den Bereichen Wirtschaft, Naturwissenschaft und Sozialwissenschaft angeboten.

## Geschichte
Die Universität ist nach Païssi von Hilandar benannt.
In 1973 wurde sie die erste Institution in Plowdiw, die Bachelorprogramme in Literatur und Sprachwissenschaften bot. In 1984 und 1994 waren die Fakultäten in Pädagogik und Wirtschaft eingeführt.
Die Universität besteht auch aus dem Technischen College in Smoljan und zwei anderen Filialen auch außerhalb von Plowdiw – in Smoljan und Kardschali.

## Leitung
| Zeitraum   | Rektor              |
| ---------- | ------------------- |
| 1961–1968  | Zhiwko Lambrew      |
| 1968–1970  | Stefan Iwanow       |
| 1970–1972  | Zhiwko Lambrew      |
| 1972–1979  | Dragomir Pobornikow |
| 1979–1983  | Pawel Angelow       |
| 1983–1989  | Zwetan Obretenow    |
| 1989–1993  | Nikola Balabanow    |
| 1993–2003  | Ognjan Saparew      |
| 2003–2011  | Iwan Kuzarow        |
| 2011–heute | Saprjan Kosludjow   |

## Fakultäten
- Fakultät für Biologie
- Fakultät für Chemie
- Fakultät für Wirtschaft und Sozialwissenschaft
- Fakultät für Mathematik und Informatik
- Fakultät für Pädagogik
- Fakultät für Physik
- Fakultät für Sprachwissenschaft und Literaturwissenschaft
- Fakultät für Philosophie und Geschichte
- Fakultät für Recht[2]
- Fakultät für Agrarwissenschaft